# Семенівська територіальна громада (Житомирська область)
Семенівська сільська територіальна громада — територіальна громада в Україні, в Бердичівському районі Житомирської області. Адміністративний центр — село Семенівка.

## Загальна інформація
Площа території — 195,8 км², кількість населення — 5 568 осіб (1 січня 2022).
У 2018 році площа громади становила 195,8 км², кількість населення — 4 740 мешканців.

## Населені пункти
До складу громади входять 14 сіл: Великі Низгірці, Великі Гадомці, Дубівка, Закутинці, Іванківці, Кикишівка, Красівка, Малі Гадомці, Нова Олександрівка, Садки, Семенівка, Сингаївка, Терехове та Хажин.

## Старостинські округи
Великонизгірецький (села Великі Низгірці, Нова Олександрівка), Іванковецький (село Іванківці), Закутинецький (села Закутинці, Сингаївка, Малі Гадомці), Красівський (села Красівка, Дубівка), Терехівський (села Терехове, Красівка), Хажинський (село Хажин)

## Історія
Утворена 7 вересня 2016 року шляхом об'єднання Великонизгірецької, Закутинецької, Іванковецької, Красівської, Терехівської та Хажинської сільських рад Бердичівського району.
Відповідно до розпорядження Кабінету Міністрів України № 711-р від 12 червня 2020 року «Про визначення адміністративних центрів та затвердження територій територіальних громад Житомирської області», до складу громади включено територію Садківської сільської ради Бердичівського району.
Відповідно до постанови Верховної Ради України № 807-IX від 17 липня 2020 року «Про утворення та ліквідацію районів», громада увійшла до складу новоствореного Бердичівського району Житомирської області.